# Nová Ves nad Nisou
Nová Ves nad Nisou – gmina w Czechach, w powiecie Jablonec nad Nysą, w kraju libereckim.
1 stycznia 2017 gminę zamieszkiwały 794 osoby, a ich średni wiek 40,4 roku.